# フンメルタール
フンメルタール (ドイツ語: Hummeltal) はドイツ連邦共和国バイエルン州バイロイト郡（オーバーフランケン行政管区）の町村（以下、本項では便宜上「町」と記述する）で、ミステルバッハ行政共同体を構成する自治体の一つである。

## 地理
フンメルタールは、フレンキシェ・シュヴァイツの北縁ゾフィエンベルク（海抜592m）の麓、バイロイトから南西に約8kmの魅力的な景観を誇る郊外に位置している。

### 自治体の構成
この町は、公式には20の地区 (Ort) からなる。このうち小集落や孤立農場などを除く集落を以下に列記する。
- ベルンロイト
- クレーツ
- ヒンタークレーバッハ
- モーリッツロイト
- ムートマンスロイト
- ペッテンドルフ
- ピッタースドルフ

## 歴史
現在の、フンメルタールの領域は、プロイセンのバイロイト侯領として、1807年にティルジットの和約によりフランス領となり、1810年バイエルン王国領となった。バイエルン王国の行政改革の時代、1818年の自治体令により、クレーツ、ヒンタークレーバッハ、ペッテンドルフ、ピッタースドルフがつくられた。これらがバイエルン州の自治体再編によりフンメルタールとして合併した。

### 人口推移
この町の人口は、1970年 1,499人、1987年 1,897人、2000年 2,504人であった。

## 行政
町長は、パトリック・マイヤー (CSU/Offene Liste) である。
町議会は 14議席からなる。

## 引用
1. ↑  https://www.statistikdaten.bayern.de/genesis/online?operation=result&code=12411-003r&leerzeilen=false&language=de Genesis-Online-Datenbank des Bayerischen Landesamtes für Statistik Tabelle 12411-003r Fortschreibung des Bevölkerungsstandes: Gemeinden, Stichtag (Einwohnerzahlen auf Grundlage des Zensus 2011)
2. ↑  Bayerische Landesbibliothek Online